# 三十三人城

三十三人城

三十三人城（西班牙語：Treinta y Tres）是乌拉圭的一个城镇，位于乌拉圭东部。三十三人城为三十三人省的首府所在地，位于该省南部。三十三人城成立于1853年。三十三人城得名于乌拉圭的33位国家英雄（三十三个东岸人），他们使乌拉圭摆脱了巴西的统治。